# Doslidne, Liubar
Doslidne (în ucraineană Дослідне) este un sat în comuna Stara Ciortorîia din raionul Liubar, regiunea Jîtomîr, Ucraina.

## Demografie
Componența lingvistică a localității Doslidne
     Ucraineană (99,07%)
     Alte limbi (0,93%)
Conform recensământului din 2001, majoritatea populației localității Doslidne era vorbitoare de ucraineană (99,07%), existând în minoritate și vorbitori de alte limbi.